# (6725) 1991 DS
(6725) 1991 DS là một tiểu hành tinh vành đai chính. Nó được phát hiện bởi Shigeru Inoda và Takeshi Urata ở Karasuyama, Tochigi, Nhật Bản, ngày 21 tháng 2 năm 1991.